# Os Abelhudos (mini-LP)
Os Abelhudos é um mini-LP do grupo de música infantojuvenil brasileiro Os Abelhudos. O lançamento ocorreu em 1986, trata-se do segundo trabalho fonográfico do grupo e o primeiro lançado pela gravadora EMI. A formação do grupo consistia dos integrantes Rodrigo Saldanha, Diego Saldanha e Renata Benévolo.

## Divulgação
A faixa "Vovó Gatinha" foi uma das escolhidas para promovê-lo e, de acordo com o jornal Luta Democrática, obteve bastante sucesso. Segundo o jornal, o compositor Carlos Colla fez, através da letra, uma brincadeira com o cirurgião plástico Dr. Luiz Pimentel. Em determinada ocasião, ele foi procurá-lo em sua clínica em Niterói, onde conheceu uma "vovô" que as mãos artísticas do cirurgião plástico transformou em "gatinha". Em reportagem de 1988, intitulada A sedução dos astros-mirins, a jornalista Marina Nery, da revista Manchete, pontuou que a canção fez sucesso entre as crianças, apesar da letra de cunho sexual.
Sob direção de Paulo Trevisan foi feito um videoclipe de "Vovó Gatinha" para o programa de televisão Fantástico, da TV Globo, em homenagem ao Dia das Crianças. Cerca de 100 crianças participaram, todas vestidas e maquiadas ao estilo new wave. As cenas aconteceram na discoteca Help, bem como no cine Rezy e no estúdio Globo Tijuca. Participando como personagens do videoclipe estavam o ator Jomba e a atriz Lourdes Braga.

## Recepção crítica
A recepção dos críticos especializados em música, em relação ao álbum, foi favorável. Júlio Brasilia, do Diário do Pará, escreveu em sua resenha que Os Abelhudos traduzem em suas canções o melhor do rock brasileiro, com inovações e personalidade própria, algo que, segundo ele, é notável no repertório do disco e no planejamento gráfico e visual da capa. Ele destacou as canções "Vovó Gatinha" e "Rabanete Radioativo", essa última, segundo ele, tem um "tema da atualidade tratado com a mais fina ironia, sem subestimar o público infantil".

## Desempenho comercial
Comercialmente, tornou-se um sucesso. De acordo com a Nelson Oliveira Pesquisa e Estudo de Mercado (Nopem), o mini-LP foi o 48º disco mais vendido no Brasil no ano de 1986. Segundo a revista Veja, edição de 30 de março de 1988, até a data mencionada mais de 75 mil cópias foram vendidas no país.

## Lista de faixas
Créditos adaptados do encarte do mini-LP Os Abelhudos, de 1986.
| N.º | Título                         | Compositor(es)                 | Duração |  |
| 1.  | "Eu Quero é Brincar Toda Hora" | Augusto César, Cláudio Rabello | 3:45    |  |
| 2.  | "Vovó Gatinha"                 | Carlos Colla                   | 3:25    |  |
| 3.  | "Acho que Não Sei Brincar"     | Cury, Ed Wilson                | 2:27    |  |
| 4.  | "Pequenos Deuses"              | A. César, C. Rabello           | 3:46    |  |
| 5.  | "Rabanete Radioativo"          | C. Rabello, Renato Corrêa      | 3:10    |  |
| 6.  | "Prêmios e Castigos"           | C. Rabello, Torcuato           | 3:42    |  |

## Tabelas

### Tabelas anuais
| Tabela musical (1986) | Posição |
| --------------------- | ------- |
| Brasil (Nopem)        | 48      |